# Correfoc
| Correfoc |
| --- |
| Correfoc under 2019 års La Mercè. - Betydelse – fyrverkeri under löpning vid festival i Katalanska länderna - Bakgrund – medeltiden, då som "djävulsdans" (ball de diable) - Symbolik – efterliknar Djävulens eller drakars eld |

Correfoc (katalanska: eldlopp) är en särskild användning av fyrverkerier under stadsfestivaler och andra folkfester i katalansktalande delar av Spanien. Det är lekfulla upptåg där man i rörelse sprider fyrverkerier från handhållna pjäser av typen fontäner eller häxkvastar, efterliknande Djävulens eller drakars eld.

## Historia
Correfoc-traditionen har tät och historiskt lång koppling till de många stadsfestivalerna och folkliga högtider i och kring Katalonien. Traditionen förekommer dock även i Valenciaregionen, på Balearerna och i Nordkatalonien. De har sin bakgrund i de "djävulsdanser" (balls de diable) som förekom i liknande sammanhang redan under medeltiden.

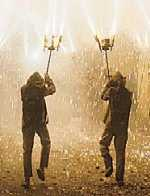
Ball de diable ("djävulsdans").

Under senare århundraden har correfoc-traditionen blivit vanligare i samband med olika folkliga högtider runt om i Katalonien. Under 1980- och 1990-talet spreds traditionen till många olika evenemang i andra delar av de katalansk- och valencianskspråkiga områdena i Spanien.

## Utformning
Correfoc har en traditionell koppling till Djävulen och hans hotande uppenbarelse. Numera fungerar dessa "djävlar" som grupper av festarrangörer som klär ut sig och sprider eld längs med gatorna under La Mercè och andra katalanska festivaler. Förutom till djävlar klär många ut sig till drakar, andra varelser som också kopplas samman med eld och onda krafter.
De improviserade upptågen, som sker med inslag av dans, hopp och rusningar, sker ofta kvällstid, då mörkret gör fyrverkerierna tydligare. Under bland annat Barcelonas stadsfestival La Mercè arrangeras dessa "eldrusningar" ofta runt solnedgången. De sker för det mesta längs med eller i närheten av avenyn Via Laietana, som under denna tid spärras av för biltrafik och därmed tillägnas "djävularna" och deras verksamhet.
Åskådare rekommenderas ofta att ikläda sig hatt, skyddsglasögon och oömma kläder, på grund av olycksriskerna via de kringflygande gnistorna och eldsflagorna. Ofta arrangeras correfoc som särskilda "eldrusningar", med en barnvänligare variant tidigare på kvällen och en mer "vuxen" och vild senare.
Dessa "eldrusningar" bör skiljas från användningen av eld eller fyrverkerier vid katalanska festivaltåg. Då sker fyrverkerierna i lugnare och mer ordnat skick.